# Stephanien
| Systeem                                                              | Subsysteem (NW-Europa) | Etage (NW-Europa) | Serie (ICS)   | Etage (ICS) | Ouderdom (Ma) |
| -------------------------------------------------------------------- | ---------------------- | ----------------- | ------------- | ----------- | ------------- |
| Perm                                                                 | Rotliegend             | Autunien          | Cisuralien    | Asselien    | jonger        |
| Carboon                                                              | Silesien               | Stephanien        | Pennsylvanien | Gzhelien    | 298,9–303,7   |
| Carboon                                                              | Silesien               | Westfalien        | Pennsylvanien | Kasimovien  | 303,7–307,0   |
| Carboon                                                              | Silesien               | Westfalien        | Pennsylvanien | Moscovien   | 307,0–315,2   |
| Carboon                                                              | Silesien               | Westfalien        | Pennsylvanien | Bashkirien  | 315,2–323,2   |
| Carboon                                                              | Silesien               | Namurien          | Pennsylvanien | Bashkirien  | 315,2–323,2   |
| Carboon                                                              | Silesien               | Mississippien     | Serpukhovien  | 323,2–330,9 |               |
| Carboon                                                              | Dinantien              | Mississippien     | Viséen        | Viséen      | 330,9–346,7   |
| Carboon                                                              | Dinantien              | Mississippien     | Tournaisien   | Tournaisien | 346,7–358,9   |
| Devoon                                                               | Boven                  | Famennien         | Boven         | Famennien   | ouder         |
| Indeling van het Carboon gebruikt in Noord-Europa en volgens de ICS. |                        |                   |               |             |               |

Het Stephanien of Stefanien (Vlaanderen: Stephaniaan of Stefaniaan) is in de Europese stratigrafie een etage in het Carboon. Het is de bovenste onderverdeling van het Silesien, de bovenste van de twee series waarin het Carboon in Europa wordt onderverdeeld. Het Stephanien heeft een ouderdom van 305 tot ongeveer 302 tot 300 miljoen jaar (Ma). Het ligt boven het Westfalien en onder het Autunien, dat de onderste etage is in het Onder-Perm ("Rotliegend"). Al deze indelingen worden alleen in West-Europa gebruikt. Het Stephanien komt overeen met het Kasimovien en onderste deel van het Gzhelien in de internationaal gebruikte tijdschaal.

## Stratigrafie
De naam Stephanien komt van de heilige Stefanus, de Latijnse naam van de naamgever van Franse stad Saint-Étienne, waar de etage steenkoolvoerend is. De etage werd in 1894 ingevoerd door de Franse stratigrafen Ernest Munier-Chalmas en Albert de Lapparent.

### Definities
De basis van het Stephanien was oorspronkelijk op grond van lithofacies gedefinieerd. Boven op de jongste lagen van het Westfalien ligt een stratigrafisch hiaat. Daarboven liggen in Duitsland en België meestal limnisch-terrestrische afzettingen in, die de plantenfossielen Bowmanites verticillata, Pecopteris polymorpha en Annularia stellata kunnen bevatten. In het mariene bereik wordt de basis van het Stephanien gekenmerkt door het (eerste) voorkomen van het foram-geslacht Triticites. Tegenwoordig wordt de basis van het Stephanien bij de overgang tussen het Moscovien en het Kasimovien gelegd. In het noorden van Spanje wordt een aparte etage gebruikt (Cantabrien), die waarschijnlijk gecorreleerd kan worden met het onderste deel van het Stephanien in andere gebieden.

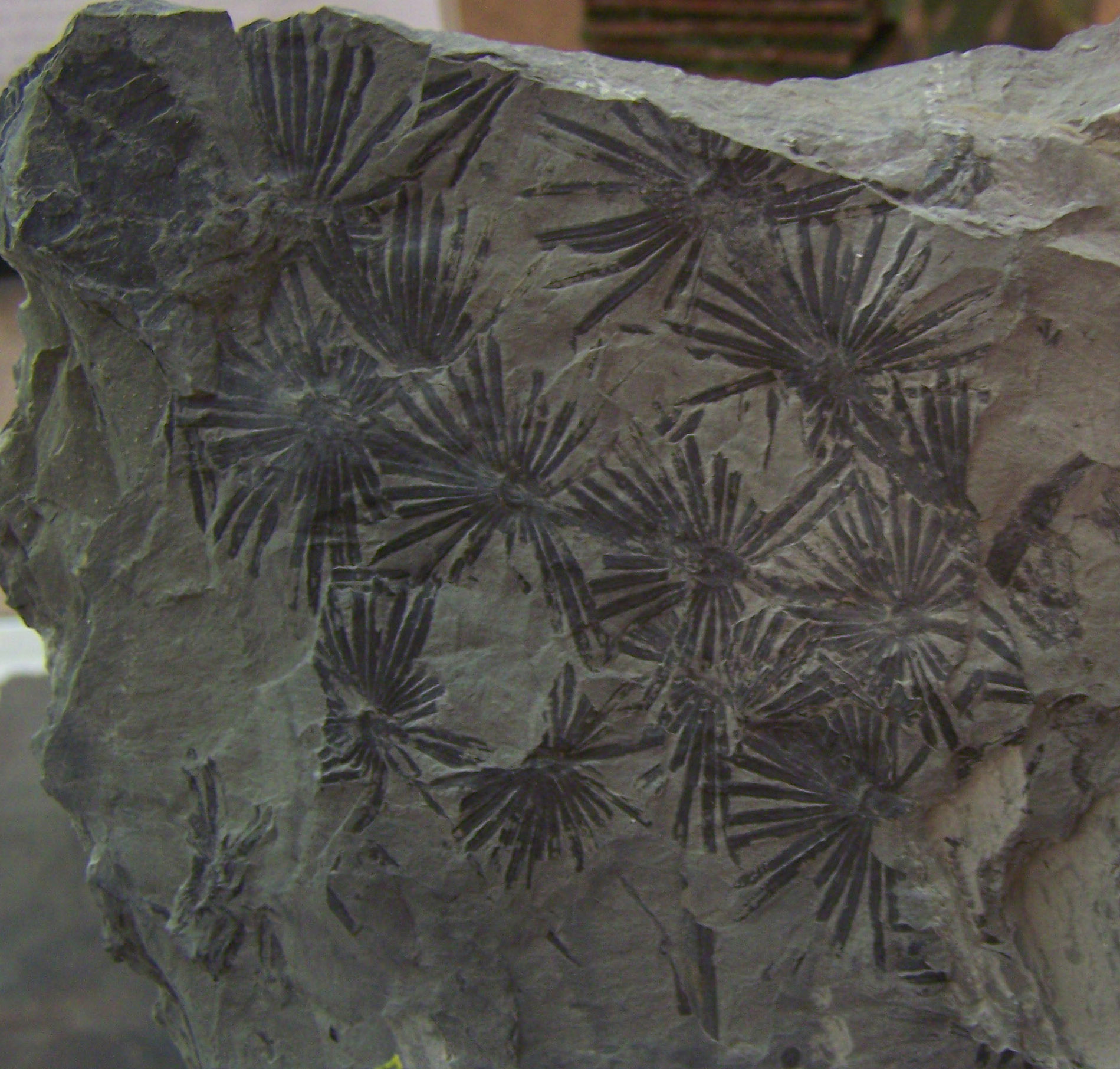
Annularia stellata, een fossiele plant typisch voor het Stephanien

De top van het Stephanien was vroeger de basis van het Autunien, en daarmee van wat in Europa vroeger tot het Perm gerekend werd. Deze overgang wordt gekenmerkt door een duidelijke overgang in de fossiele flora. Als definitie werd het eerste voorkomen van de zaadvaren Autunia conferta gebruikt. Later werd echter ontdekt dat het verschil in fossielen geen chronologische overgang was, maar dat ze te maken had met een verandering in facies. De plantensoorten die typisch werden geacht voor het Perm groeiden alleen in een droge omgeving (mesofiel of xerofiel), terwijl de soorten die met het Carboon geassocieerd werden alleen in drassige omgeving groeiden. Door nauwkeurigere dateringen kon worden vastgesteld dat beide flora's in het laatste Carboon naast elkaar (maar nooit bij elkaar) voorkwamen. Autunia conferta is bij Blanzy (Bourgondië) aangetroffen in gesteenten die tegenwoordig tot het Stephanien B worden gerekend, terwijl ze in het Saar-Nahebekken in het westen van Duitsland pas in de onderste delen van het Rotliegend voor het eerst verschijnt. Omdat de biostratigrafische definitie van de basis van het Autunien daarmee sterk verschilde van de lithostratigrafische definitie van het Perm, wordt de etage Autunien tegenwoordig niet meer gebruikt en kan de ouderdom top van het Stephanien regionaal verschillen.
In het mariene bereik wordt internationaal het eerste voorkomen van de conodont Streptognathodus isolatus gebruikt om de basis van het Asselien, de onderste etage van het Perm, mee te definiëren.

### Onderverdeling
Het Stephanien wordt vanouds ingedeeld in drie subetages, die van onder naar boven met de letters A, B en C worden aangeduid. Het Stephanien A wordt ook wel het Barruelien genoemd. Stephanien B en C worden samen wel Forezien genoemd. De onderverdeling van het Stephanien is dan als volgt:
- Stephanien C (Forezien)
- Stephanien B (Forezien)
- Stephanien A (Barruelien)
- Cantabrien (alleen in het noorden van Spanje)